# Siedra
Siedra (en griego: Σύεδρα) fue una antigua ciudad portuaria de la región de Cilicia, Panfilia o Isauria, en la costa meridional de la moderna Turquía, sita entre las ciudades de Alanya y Gazipaşa. Se fundó en el siglo VII a. C. y se abandonó en el XIII d. C. La población contaba con un puerto marítimo y una ciudad alta, a 400 m de altura. Ptolomeo lo sitúa en Cilicia,  Esteban de Bizancio, en Isauria, e Hierocles, en Panfilia.
Los historiadores romanos Lucano y Floro la mencionan como el lugar donde el general romano Pompeyo celebró su último consejo de guerra en el 48 a. C., antes de su viaje fatal a Egipto. La ciudad tuvo su apogeo alrededor de los siglos II y III d. C., y en 194 el emperador romano Septimio Severo elogió su resistencia ante la creciente piratería mediterránea. Una inscripción del siglo I a. C. encontrada en la ciudad menciona esta: el oráculo —posiblemente el de Apolo en Claros— aconsejó a los siedrios que resistieran denodadamente a los piratas. En 193, Pescenio Níger disputó el imperio a Septimio Severo; la guerra acabó al año siguiente, con su derrota. Septimio Severo premió a las ciudades que lo habían apoyado con nuevos privilegios y títulos y castigó a las que se le habían opuesto, retirándoles sus privilegios; algunas de estas devinieron incluso en aldeas (κῶμαι). Siedra se contó entre las primeras.
En Siedra se acuñaron monedas durante varios períodos, siendo el primero el reinado el emperador romano Tiberio (14-37). En el 374, el teólogo cristiano Epifanio de Salamina escribió su obra Ancoratus (el hombre bien «anclado») como epístola de respuesta a la iglesia de Siedra, a la que describe como necesitada de anclar en puerto seguro.
Las excavaciones modernas del yacimiento comenzaron en 1994 bajo la Dirección del Museo de Alanya. Se excavó la calle principal de la parte alta de la ciudad, así como una cueva probablemente utilizada para bautismos y que está decorada con imaginería cristiana. Un mosaico que se encontró se exhibe en el Museo de Alanya. Otras estructuras halladas incluyen un templo, un teatro, tiendas, una casa de baños, murallas y varias cisternas que abastecían de agua a la ciudad. En 2011, un arqueólogo que excavaba bajo el agua fechó ciertas reliquias del puerto de Siedra en la Edad del Bronce, hace unos 5000 años.